# Пароуан
Пароуан (на английски: Parowan) е град в окръг Айрън, щата Юта, САЩ. Пароуан е с население от 2565 жители (2000) и обща площ от 15,1 km². Намира се на 1834 m надморска височина. ЗИП кодът му е 84761, а телефонният му код е 435.